# Berichten uit de Samenleving
Berichten uit de Samenleving was een tv-rubriek waarin tussen 1970 en 1975 de VPRO-televisie 'binnenlandse reportages' uitzond.
De VPRO had geen actualiteitenrubriek zoals de andere omroepen. In 1970 begint Ad 's-Gravesande met 'Berichten uit de Samenleving'. Vanaf 1971 redigeert hij het programma samen met Rob Klaasman. Het zijn programma's waarin ze over de schouder van de samenleving meekijken. De makers wijken in zoverre van de aanpak van andere tv- actualiteitenrubrieken af, dat zij zich nooit geïmponeerd weten door autoriteiten of gezag, en zijn daarmee niet alleen revolutionair in die dagen, maar ook trendsetters. In hun reportages verslaan ze wellicht belangrijke politieke of maatschappelijke gebeurtenissen maar draaien de camera het liefst weg van de autoriteiten, en richten die op zijn entourage. Harde interviews ontbreken. Vraaggesprekken zijn slechts toelichting. Er is evenmin een gesproken commentaar. 
Het commentaar zit in de vaak relativerende ondertitels en in de muziekkeuze.
Andere omroepen eigenen zich later die stijl toe. Maar begin jaren zeventig is 'Berichten uit de Samenleving' grensverleggend ten opzichte van de tv-praktijk.